# Curtea de Argeș
Curtea de Argeș  (in ungherese Argyasudvarhely, in tedesco Argisch) è un municipio della Romania di 25 977 abitanti, ubicato nel distretto di Argeș, nella regione storica della Muntenia.

## Storia
La città è una delle più antiche della Romania. Secondo la tradizione fu fondata all'inizio del XIII secolo da Negru Vodă (o Radu Negru), succedendo a Câmpulung come capitale della Valacchia, da cui il nome Curtea (Corte).
Durante il XIV secolo è stata sede di una diocesi cattolica sotto la giurisdizione dell'arcivescovo di Esztergom, che è poi passata alla Chiesa ortodossa.

## Monumenti

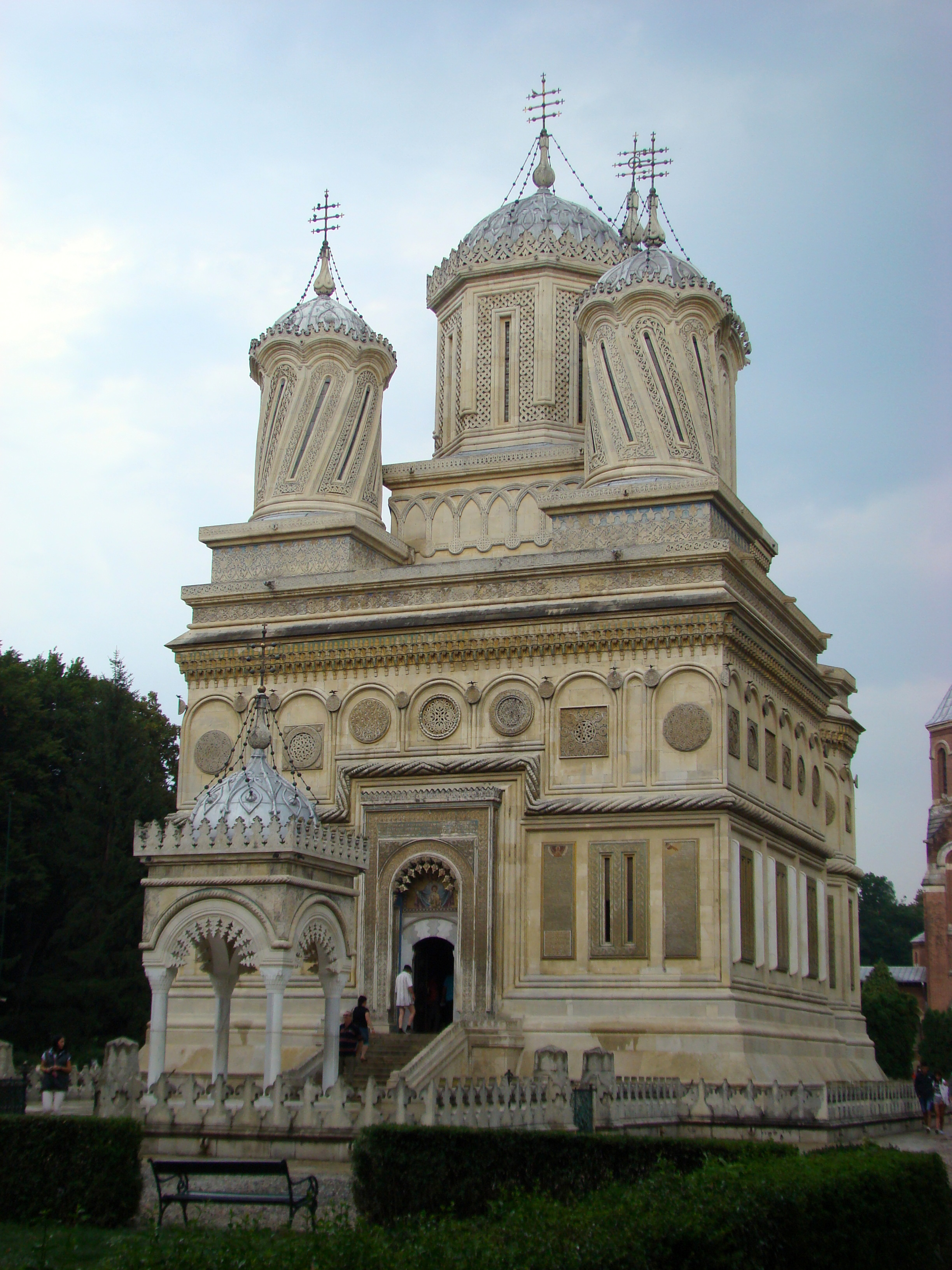
La Cattedrale-metropolitana nel Monastero di Curtea de Argeș.

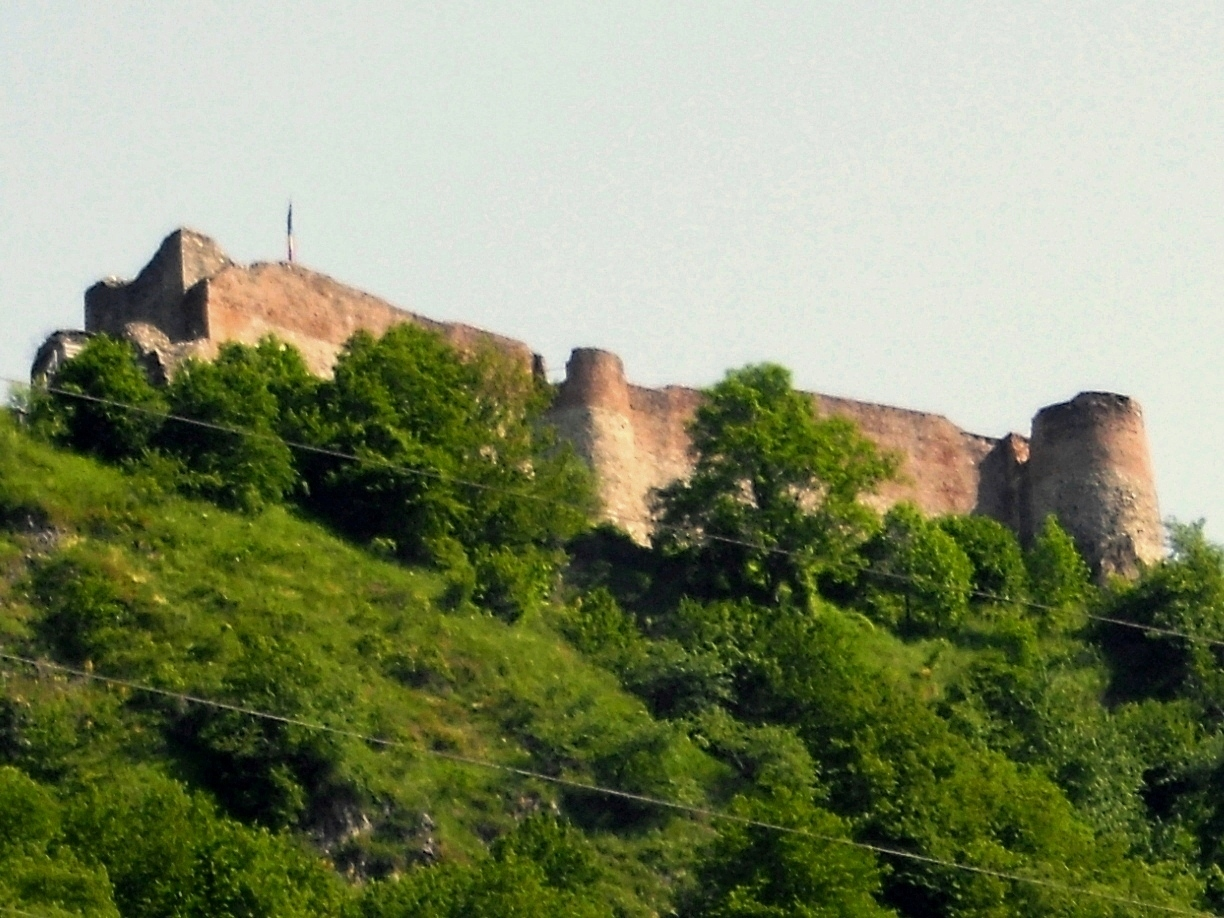
La Fortezza di Poenari.

La città possiede numerose chiese medievali per il fatto di essere stata sede di autorità religiose:
- Chiesa principesca di San Nicola. Costruita fra il 1340 e il 1376 da Basarab I di Valacchia, è la chiesa ortodossa più antica della Romania. Con pianta a croce greca, rappresenta un superbo esempio dell'architettura bizantina. Al suo interno sono presenti le reliquie della Santa Filofteia di Arges.

- Monastero di Curtea de Argeș, è il monumento più importante della città. Venne fatto costruire da Basarab V Neagoe tra il 1512 ed il 1517, al posto della vecchia chiesa metropolitana risalente al 1359. Somiglia ad una fortezza di pietra, collegata attraverso catacombe ad una torre di guardia su una collina vicina. Al centro sorge la cattedrale metropolitana, con le sue decorazioni scultoree all'esterno e pittoriche, all'interno, completate nel 1526 ed una parte di essa è ora conservata al Museo Nazionale d'Arte della Romania di Bucarest. La cattedrale venne interamente restaurata dall'architetto francese Lecomte de Nouy nella seconda metà del XIX secolo ed ha avuto una recente pulizia restaurativa tra il 2003 e il 2004. Una delle più antiche e famose leggende romene, la leggenda di Manole Meșterul, è legata alla costruzione del Monastero.

- Fortezza di Poenari, si trova a nord della città e venne eretta nel XIII secolo durante il regno di Valacchia. Nel XIV secolo il castello divenne il più importante della famiglia dei Basarabidi, in abbandonato cadde in rovina fino al XV secolo, quando venne recuperato e rafforzato da Vlad III di Valacchia, il personaggio storico ispiratore del mito di Dracula. A seguito della morte di Vlad III, nel 1476, il castello fu nuovamente abbandonato.

## La leggenda
La leggenda narra di Manole maestro costruttore al quale era stato affidato il compito della costruzione della chiesa. Nonostante egli fosse uno dei più bravi della sua epoca quello che veniva eretto di giorno, crollava di notte. Una notte, Manole sognò che per rendere la costruzione solida e porre fine ai lavori fosse necessario sacrificare e murarne all'interno la prima donna, moglie o sorella, che il giorno dopo avesse portato per prima il pranzo al proprio marito o fratello. Manole riferì del sogno e tutti accettarono l'idea convinti che un'opera di così grande valore ed importanza necessitasse anche un grande sacrificio.
Il giorno seguente c'era frenesia in attesa della prima donna e ad un certo punto Manole da lontano riconobbe la moglie incinta. La moglie di Manole, fu l'unica quel giorno a portare il pranzo al proprio caro perché gli altri si erano premurati di avvisare la propria moglie o sorella. Venne così murata all'interno dell'edificio ed il giorno successivo la chiesa era ancora in piedi.
Negru Vodă felice per la bellezza del monastero decise che nessun altro così bel edificio avrebbe mai dovuto esser costruito e diede ordine ai lavoratori di togliere l'impalcatura quando Manole (mente del progetto) era ancora sul tetto. Manole non si diede per vinto e provò a salvarsi costruendo delle ali con del legname rimasto. Come per Icaro, le ali non funzionarono, precipitò poco distante e morì. 
La leggenda si conclude dicendo che, commossa per il gesto ed addolorata, la terra fece spuntare un filo di acqua, una lacrima e da allora nel punto dove cadde il povero Manole si trova una fontana.